# Los jinetes del alba
Pour plus de détails, voir Fiche technique et Distribution.
Los jinetes del alba est un drame historique espagnol réalisé par Vicente Aranda et sorti en 1990.
Il s'agit d'une adaptation du roman homonyme de Jesús Fernández Santos, paru en 1984. Le film est présenté en avant-première au Festival de Cannes 1990 sous la forme d'un long métrage en deux parties,. Une version longue sous la forme d'une mini-série télévisée en cinq épisodes est ensuite diffusée sur La Primera Cadena de Televisión Española en 1991.

## Synopsis
L'action se déroule en 1922 à Las Caldas, un village des Asturies, dans une station thermale appartenant à la riche Amalia, qui partage son lit avec le jeune Martín, lui-même amoureux de la machiavélique Marián, la nièce de la propriétaire. Lorsque la révolution asturienne de 1934 éclate, Martín soutient les mineurs insurgés contre les caciques locaux dirigés par Erasmo. Après divers rebondissements, Marián prend le contrôle de la station thermale, mais la fin de la guerre d'Espagne l'aura laissée en ruines.

## Fiche technique
- Titre original : Los jinetes del alba[4] (litt. « Les cavaliers de l'aube »)
- Réalisation : Vicente Aranda
- Scénario : Vicente Aranda, Joaquin Jorda, d'après le roman homonyme de Jesús Fernández Santos, paru en 1984.
- Photographie : Juan Amorós (es)
- Montage : Teresa Font
- Musique : José Nieto
- Décors : Josep Rosell
- Costumes : Javier Artiñano
- Production : Juan Carlos Caro, José Ricard, José Luis Tafur
- Sociétés de production : Asterisco Films, Televisión Española (TVE)
- Format : couleurs - 1,33:1 - Son stéréo - 35 mm
- Pays de production :  Espagne
- Langue de tournage : espagnol
- Genre : drame historique
- Durée : 250 minutes
- Dates de sortie : 
  - France : mai 1990 (Festival de Cannes 1990)[1],[2]
  - Espagne : 22 octobre 1990 (Festival du film de Valladolid) ; 9 janvier 1991 (La Primera Cadena de Televisión Española)

## Distribution
- Victoria Abril : Marián
- Jorge Sanz : Martín
- Maribel Verdú : Raquel
- Fernando Guillén : Erasmo
- Graciela Borges : Amalia
- Gloria Muñoz (es) : Adamina
- Alfonso Vallejo
- Antonio Iranzo : El Santero
- Claudia Gravy : Dona Elvira
- Conrado San Martín : le docteur
- El Gran Wyoming
- Jordi Dauder
- José Canalejas
- Lola Baldrich (es) : Aida
- Manuel Torremocha (es)
- Margarita Calahorra (es)
- María Jesús Hoyos
- Nacho Martínez : Juan, le père de Raquel
- Neus Asensi
- Alfonso Godá (es)
- Paco Catalá : le prêtre
- Pedro Díez del Corral
- Resu Morales

## Production
Le budget de la série était de 500 millions de pesetas.